# Maria Vilar i Bonet
Maria Vilar i Bonet (Calonge, 1923-Barcelona, 2007) fou una historiadora i arxivera catalana.
Maria Vilar nasqué a Calonge el 3 de juny de 1923, en el si d'una família benestant d'industrials del suro, que impulsà els estudis dels seus fills; el seu germà gran, Josep Vilar, seria metge i professor de la Facultat de Medecina. Estudià a l'Escola de les Nenes de Calonge, dirigida per Maria Bassas i Capell, i el 1933 inicià el batxillerat a l'Institut de Girona; a partir del 1936, arran de la guerra, continuà els estudis a Sant Feliu de Guíxols, que acabaria novament a Girona el 1939. El 1941 va començar la llicenciatura de Filosofia i Lletres, que coronaria amb una tesi doctoral sobre els béns de l'Orde del Temple a la Corona d'Aragó.
Acabat el doctorat, es presentà a les oposicions al Cuerpo Facultativo de Archiveros del Estado i obtingué plaça a Múrcia. El 1958 es traslladà a València, i poc després fou destinada a l'Arxiu de la Delegació d'Hisenda de Barcelona. Des de Barcelona estant, Maria Vilar va poder reprendre la recerca a l'Arxiu de la Corona d'Aragó, on s'incorporaria poc després. El curs 1972-1973 impartí l'assignatura d'arxivística a l'Escola de Bibliotecàries, però no continuà la docència.
Autora de diversos estudis sobre història medieval i sobre gestió arxivística, al final de la seva trajectòria professional va col·laborar amb l'Institut d'Estudis del Baix Empordà amb treballs d'investigació sobre Calonge; a la seva mort, esdevinguda a Barcelona el 23 de juny de 2007, el Centre d'Estudis Calongins Colonico va crear un premi de recerca amb el seu nom.